# Квартичоло (Фрозиноне)
Квартичоло је насеље у Италији у округу Фрозиноне, региону Лацио.
Према процени из 2011. у насељу је живело 224 становника. Насеље се налази на надморској висини од 200 м.